# Caso Benton v. Maryland
Benton v. Maryland (1969), é uma decisão da Suprema Corte dos Estados Unidos relativa à dupla incriminação. Benton decidiu que a Cláusula de Dupla Incriminação da Quinta Emenda se aplica aos estados. Ao fazê-lo, Benton anulou expressamente Palko v. Connecticut.